# New START

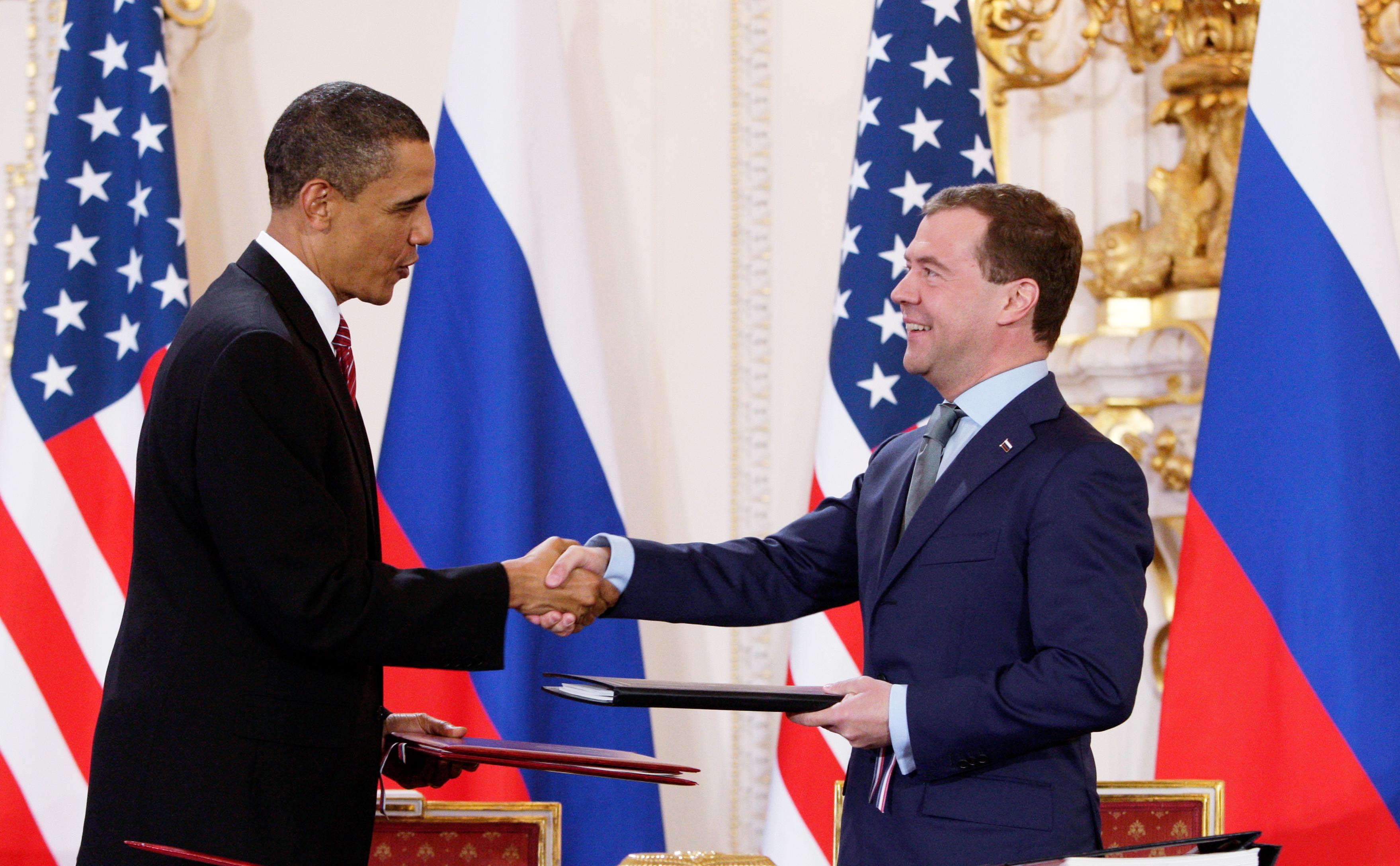
Os presidentes Obama e Medvedev após a assinatura do Tratado de Praga.

O New START (Strategic Arms Reduction Treaty; em português: Tratado de Redução de Armas Estratégicas; em russo: СНВ-III, SNV-III de сокращение стратегических наступательных вооружений) é um tratado de redução de armas nucleares entre os Estados Unidos e a Federação Russa, Foi assinado em 8 de abril de 2010 em Praga, e, após ratificação, entrou em vigor em 5 de fevereiro de 2011. Esperava-se que durasse até 5 de fevereiro de 2026, tendo sido prorrogado em 2021.
O novo START substituiu o Tratado de Moscou (SORT), que expiraria em dezembro de 2012. Segue o tratado START I, que expirou em dezembro de 2009; o tratado START II proposto, que nunca entrou em vigor; e o tratado START III, para o qual as negociações nunca foram concluídas.
O tratado previa a redução pela metade do número de lançadores de mísseis nucleares estratégicos. Um novo regime de inspeção e verificação foi estabelecido, substituindo o mecanismo SORT. Ele não limitava o número de ogivas nucleares operacionalmente inativas que podem ser armazenadas, um número na casa dos milhares.
Em 21 de fevereiro de 2023, a Rússia suspendeu sua participação no tratado. O presidente russo Vladimir Putin afirmou em seu discurso que o país não estava se retirando de seu único acordo de controle de armas com os Estados Unidos, mas que não permitiria as inspeções (algo que já não permitia fazia alguns anos) e só realizaria testes nucleares se os americanos o fizessem primeiro.